# ミストボーン
『ミストボーン』 (Mistborn) は、ブランドン・サンダースン著のファンタジー小説。
3部作であり、アメリカで2006年から約1年ごとにTor Booksより刊行された。全3部を併せてミストボーン・トリロジーとも呼ばれる。日本では第1部『Mistborn: The Final Empire』が3分冊され、2009年5月から早川書房（ハヤカワ文庫FT）より隔月刊行された。
著者によれば、「悪が勝利したらどうなるのか」という発想から成り立ったという。

## あらすじ
赤い太陽の下、七つの火山から灰が降り注ぎ、夜になると霧に覆われる〈終の帝国〉は、支配王が千年に渡って統治していた。支配王が即位する以前のことはほとんど伝えられておらず、いまや茶色の葉を茂らせている植物が、かつては緑色であったことや、花を咲かせていたことなどは忘れ去られている。貴族に虐げられ続けてきた奴隷階級の民〈スカー〉の大多数は貴族を恐れるばかりで、もはや反抗する気力もない。
スカーの盗賊団で暮らす少女ヴィンは、自ら"幸運"と名づけた不思議な力で人の心を落ち着かせることができた。その力を密かに使いながらも目立たないよう生きてきたが、貴族への寝返りを首領から疑われ、暴力的な制裁を受ける。そこへ現れた伝説的な盗賊・ケルシャーがヴィンを助け、彼女が持つ"幸運"とは〈合金術〉の一種であり、ヴィンは貴族を含めたすべての合金使いの中でも稀少な存在〈霧の落とし子〉であることを教えた。
幾人もの合金使いを仲間に持つケルシャーは、不死の支配王を殺害し、スカーを貴族たちから解放するという、〈終の帝国〉の転覆を企んでいた。当初仲間たちからさえ荒唐無稽に思われたこの計画は、ケルシャーが独自に進めていた下準備に則り、慎重に進められていくことになる。ケルシャーの盗賊団に招かれたヴィンは、彼らから合金使いとしての訓練を受けるかたわら、身分を貴族と偽って社交界に潜り込み、その動向を探ることになった。

## 登場人物
ヴィン
盗賊団の少女。兄から生きるための様々な教えを受けると同時に虐げられていたが、その兄が行方不明となった後も教えに従い、ひたすら目立たぬよう心がけて行動していた。合金術を合金術として理解しないまま、たんに不思議な力とだけ捉えて密かに使っていたものの、マーシュにより〈霧の落とし子〉として見出される。
ケルシャー
〈終の帝国〉の首都ルサデルで最も有名な盗賊。かつて〈霧の使い〉の妻とともに支配王の宮殿に忍び込もうとして失敗、〈ハッシンの穴蔵〉へ送られた。そこで妻を亡くしたが、〈霧の落とし子〉として合金術に覚醒したことで脱出を果たし、唯一の生還者として〈生き残り〉とも呼ばれるようになる。素手でアティウム採掘をさせられていたため、指先から肩にかけて特徴的な傷跡がある。
支配王を倒しうるという〈十一番目の金属〉を持ち、反乱計画を主導する。また、宮殿への侵入失敗は妻の裏切りによるものだったのではないか、との疑念を抱いている。
マーシュ
ケルシャーの兄。〈霧の使い〉で、青銅を燃やすことができる。ケルシャー以前に〈終の帝国〉の転覆を志し、スカー反徒の指導者として活動していたが、挫折した。
セイズド
テリス族の男。テリス族は貴族から従僕として扱われているが、セイズドはケルシャーに従っている。〈たもちびと〉と呼ばれる伝金術の使い手で、金属の中に記憶や思考、力を溜めることができる。支配王の即位後に失われた言語や宗教といったものを数多く記憶している。ケルシャーが合金術に覚醒する前からの知り合いでもある。
支配王
〈終の帝国〉を千年に渡って統治する王。老いることがなく、どんな攻撃を受けても即座に回復するなどといった超常的な存在であり、「神」とまで言われている。千年前には常人であったが、予言を受け、〈深き闇〉と称される災悪から世界を救ったという。また、世界に灰と霧をもたらしたのも支配王である、とされている。

## 用語
合金術
飲み込んだ金属を体内で"燃やす"ことにより、その金属ごとに特別な力を得ることができる能力。世に存在するすべての金属が適しているわけではなく、不適切なものを燃やすと体調を崩す。純金属の場合は純度が高いほど効果も高く、合金の場合はその配分比率に注意する必要がある。合金術用の金属を一種類だけ燃やすことができる者を〈霧の使い〉、すべてを燃やすことができる者を〈霧の落とし子〉と呼び、またどちらの場合も、単に〈合金使い〉とも呼ばれる。合金使いが使える金属は一種類かすべてかのどちらかであり、それ以外（二種類、三種類など）の者は存在しない。
本来は貴族が持つ能力だが遺伝性があるため、スカーであっても、その先祖に貴族の血が混ざっている場合は能力が発現する可能性がある。貴族がスカーとの間に子を成すことは支配王に禁じられており、スカーと性交渉を持った貴族は相手のスカーを殺害するが、これを生き延びた者がいるためスカーの合金使いも存在している。また、高貴な血筋の者ほど発現する確率が高いとされ、これは貴族の血を引くスカーの場合も同様である。
貴族が抱える兵士の中には、非金属製の装備のみを持ち、合金使いと戦うための訓練を受けた〈霧殺し〉がいる。
霧の使い
合金術用の金属を一種類のみ燃やすことができる合金使い。どの金属を燃やせるかによって、それぞれ個別の呼び名がついている。
霧の落とし子
合金術用の金属すべてを燃やすことができる合金使い。大貴族家の一員であることが多いが、誰が〈霧の落とし子〉であるかは秘密にされている。貴族の中でも珍しい存在であり、スカーの〈霧の落とし子〉ともなると、極めてまれである。
ハッシンの穴蔵
表向きは罪人の収容所だが、実はアティウムの採掘抗でもある。送り込まれた罪人たちはアティウムを発見する代わりに一週間の存命を許されるが、最終的には誰もが殺害される。支配王が独自に管理しているため、他の貴族たちはアティウムの産出場所だとは知らない。

## 合金術用の金属と作用
第一部の開始時点で、基本の金属として八種類、高貴なる金属として金とアティウムの二種類、計十種類が知られている（後に種類は増える）。基本の八種類は肉体または精神に作用し、それ以外の金属は特殊な働きを持つ。純金属とその合金で対になっており、自分に作用する「内向き」と自分以外に作用する「外向き」の二通り、その対象から外部に向けて作用する「押し」と外部から対象に向けて作用する「引き」の二通りがそれぞれ組み合わせになっている。

### 肉体の金属
鉄（外向き、引き）
付近にある金属の場所や大きさを指し示す、半透明の青い線が見えるようになり、任意のものを「引く」ことができる。金属が自分の体重よりも重い場合、自分が金属に向って引き寄せられる。鉄を燃やす者は「動かし屋」と呼ばれる。
鋼（外向き、押し）
鉄と同様、付近にある金属を指し示す、半透明の青い線が見えるようになる。ただし作用としては対称的であり、任意のものを「押す」ことができる。金属が自分の体重よりも重い場合、自分が金属から引き離される。コインなどを飛ばして武器にする他、自分よりも重い金属を足元に置いて「押す」ことで、自分は高く飛び上がる、というような使い方もされる。鋼を燃やす者は「コイン打ち」と呼ばれる。
錫（内向き、引き）
感覚を増幅させる。特に視覚については、夜、あるいは霧の中では、日中以上によく見通せるようになる。錫を燃やす者は「錫の目」と呼ばれる。
白鑞（内向き、押し）
身体能力を増強させる。普通なら死に至るような怪我を負っていても、白鑞を燃やしている間は生き延びることができる。白鑞を燃やす者は「白鑞の腕」または「殴り屋」と呼ばれる。

### 精神の金属
銅（内向き、引き）
目に見えない「雲」を発し、その中にいる者は全員、合金術を使用しても「さぐり屋」に探知されない。銅を燃やしている本人は「なだめ屋」や「かき立て屋」による影響を受けなくなる。銅を燃やす者は「けむり屋」と呼ばれる。
青銅（内向き、押し）
合金術を探知する。訓練を積んだ者は、それがどの金属による合金術なのかも区別することができる。青銅を燃やす者は「さぐり屋」と呼ばれる。
真鍮（外向き、押し）
相手の感情をなだめる。真鍮を燃やす者は「なだめ屋」と呼ばれる
亜鉛（外向き、引き）
相手の感情をかき立てる。亜鉛を燃やす者は「かき立て屋」と呼ばれる。

### その他の金属
金
過去に差異がある場合（いわばパラレルワールド）の自分の姿を見ることができる。
アティウム
他者が数秒後にどう動くかを、幻影として見ることができる。

## 神々
<破壊>神
<保存>神

## 書籍情報
- 『ミストボーン―霧の落とし子―』 (Mistborn: The Final Empire, 2006)
  - 『(1)灰色の帝国 』2009年5月15日発行、ISBN 978-4-15-020495-2
  - 『(2)赤き血の太陽』 2009年7月25日発行、ISBN 978-4-15-020499-0
  - 『(3)白き海の踊り手』 2009年9月25日発行、ISBN 978-4-15-020502-7
- 『ミストスピリット―霧のうつし身―』 (Mistborn: The Well of Ascension, 2007)
  - 『(1) 遺されし力』 2010年2月15日発行、ISBN 978-4-15-020509-6
  - 『(2) 試されし王』　 2010年4月5日発行、ISBN 978-4-15-020512-6
  - 『(3) 秘められし言葉』 2010年6月10日発行、ISBN 978-4-15-020515-7
- 『ミストクローク ―霧の羽衣―』（Mistborn: The Hero of Ages, 2008）
  - 『(1) 新たな救い手』 2010年9月30日発行、ISBN 978-4-15-020521-8
  - 『(2) 古からの声』 2010年11月24日発行、ISBN 978-4-15-020524-9
  - 『(3) 永遠の大地』 2011年1月25日発行、ISBN 978-4-15-020527-0

## その他
著者の公式サイト内に第一部と第二部の、それぞれ第三章までがサンプルとして掲載されている他、各章ごとの解説も書かれている。第一部については、出版前の推敲段階バージョンも掲載されている（実際に刊行された版はバージョン4に相当する）。